# Christian Rose (poet)
Christian Rose, död 1711, var en dansk poet. 
Roses födelseår är lika litet bekant som hans härkomst och födelseplats. Jacob Bartholin anger Köpenhamn; Nyerups gissning, att han var norrman, finner endast svagt stöd i hans diktning. År 1695 blev han student från Roskilde, och 1696-97 var han kantor vid skolan i Odense. Som så många av tidens poeter var han fattig och förfallen och tog aldrig någon examen. 
Rose dog under pesten i Köpenhamn 1711 (begraven den 4 april). Trots att han således dog ung, nådde han på sin tid ett visst anseende som diktare och rosas av kännare som Andreas Hojer och J.E. Schlegel för sin översättning av Ovidius heroider: Elskende Fyrsters og Fyrstinders Klage- og Kjærlighedsbreve (1703), och dess inledande dedikationsvers till generalmajor Johan Rantzau. 
Rose deltog i verskriget med anledning av Sorterups Poetiske Skansekurv (1709), i vilken han hade blivit angripen, och översatte 1710 Kingos morgon- och aftonsånger till växlande latinska versmått med dedikation till Rostgaard, som 1739 lät utge dessa Odæ sacræ Kingovianæ . 
I övrigt finns under Roses namn några få otryckta tillfällighetsdikter bevarade, däribland tämligen plumpa smädedikter, som ingalunda höjer sig över tidens sedvanliga nivå.